# Liste staatlicher Organisationen, die islamische religiöse Stiftungen verwalten
Dies ist eine Liste staatlicher Organisationen, die islamische religiöser Stiftungen verwalten (waqf), d. h. eine Liste staatlicher awqaf-Organisationen. Sie werden in der folgenden Übersicht meist mit ihren besser bekannten englischen Bezeichnungen wiedergegeben. Der Begriff awqaf (Pl. awqaf; Sg. waqf) bezeichnet religiöse Stiftungen und Schenkungen, die 

„in allen islamischen Ländern zugunsten Bedürftiger, Moscheen, Krankenhäusern, Schulen, aber z. B. auch von Wasserleitungen von frommen Muslimen gestiftet werden. Die Einkünfte dieser Stiftungen werden nicht besteuert und dürfen nicht gehandelt, weder gekauft, verkauft oder verschenkt werden.“

## Übersicht
Die folgende Liste gibt überwiegend Awqaf-Ministerien wieder.

### Ägypten
- Ägyptischer Minister für Stiftungen nach islamischem Recht

### Iran
- ein Department des Ministry of Culture and Islamic Guidance

### Jordanien
- Ministerium für religiöse Stiftungen und Islamische Angelegenheiten

### Katar
- Ministerium für Islamische Angelegenheiten und Awqaf

### Kuwait
- Ministerium für religiöse Stiftungen und Islamische Angelegenheiten

### Libyen
- Ministerium für Awqaf und Islamische Angelegenheiten

### Oman
- Ministerium für religiöse Stiftungen und Religionsangelegenheiten

### Pakistan
- Auqaf Department
- Sindh Auqaf Department
- Auqaf and Religious Affairs

### Saudi-Arabien
- Ministry of Islamic Affairs, Endowments, Dawah and Guidance

### Syrien
- Ministry of Awqaf

### Türkei
- Turkish Department of Awqaf

### Vereinigte Arabische Emirate
- Behörde für Islamische Angelegenheiten und Waqf-Stiftungen (General Authority of Islamic Affairs and Endowments)